# 가와구치 아키라
가와구치 아키라(일본어: 川口 晃, 1967년 1월 24일 ~ )는 일본의 전 축구 선수이다.

## 구단 경력
1993년 J1리그의 산프레체 히로시마에 입단했다. 1995년 나고야 그램퍼스 에이트로 이적했다. 1996년부터 1997년까지 재팬 풋볼 리그의 후쿠시마 FC에서 뛰었다. 1997년후 현역 은퇴.